# Eldon Rathburn
Eldon Rathburn (* 21. April 1916 in Queenstown/New Brunswick; † 30. August 2008 in Ottawa) war ein kanadischer Komponist, Pianist, Organist und Musikpädagoge, der vor allem als dean of Canadian film composers bekannt wurde.
Rathburn studierte in Saint John Klavier bei Eric Rollinson und spielte als Jugendlicher in Don Messer an His Islanders. Er studierte dann Musik an der McGill University und 1938–39 am Toronto Conservatory of Music Komposition bei Healey Willan, Orgel bei Charles Peaker und Klavier bei Reginald Godden. 1939 kehrte er nach Saint John zurück und arbeitete dort als Tanzmusiker, Kirchenorganist und Arrangeur für den Rundfunk. Mit seiner Symphoniette gewann er 1944 den Ersten Preis bei der Young Artist’s Competition in Los Angeles. Er reiste zur Aufführung des Werkes mit dem Los Angeles Philharmonic Orchestra unter Alfred Wallenstein und lernte dort auch Arnold Schoenberg kennen, der zu den Juroren des Wettbewerbs gehörte.
Von 1944 bis 1976 arbeitete Rathburn als Komponist für den National Film Board of Canada. In dieser Zeit entstanden mehr als 300 Filmmusiken u. a. für Colin Lows The Romance of Transportation in Canada (1952), Corral (1954) und Circle of the Sun (1961), Tom Dalys Introducing Canada (1956), Wolf Koenigs City of Gold (1957), Terence McCartney-Filgates The Back-Breaking Leaf (1958); Norman McLarens Short and Suite (1959); Roman Kroitors Der Himmel über uns (OT: Universe) (1959), Hubert Aquins À Saint-Henri le cinq septembre (1962), Don Haldanes Drylanders (1963), Don Owens Nobody Waved Good-bye (1964), Gerald Pottertons The Railrodder (1965, mit Buster Keaton) und Hugh O’Conors Labyrinth (1967). Nach dieser Zeit komponierte er noch mehr als dreißig weitere Filmmusiken, u. a. für Allan Kings Who Has Seen the Wind (1977), Donald Brittains Canada’s Sweetheart: The Saga of Hal C. Banks (1985), Beavers (1988), The First Emperor of China (1990), The Last Buffalo (1990) und Momentum (1992).
Neben der Filmmusik komponierte Rathburn zahlreiche kammermusikalische und Orchesterwerke. Eine CD mit Stücken um das Thema Eisenbahn  erschien 1994 bei Crystal Records. In den 1990er Jahren brachte Julian Armour, Direktor des Ottawa International Chamber Music Festival mehrere seiner Werke zur Aufführung. 1998 wurde er als Mitglied des Order of Canada geehrt.

## Werke
- Silhouette für Orchester, 1940
- Symphonette für Orchester, 1943, 1946
- Cartoon No. 1 für Orchester, 1944
- Cartoon No. 2 für Orchester, 1946
- Suite (Family Circle) für Orchester, 1949
- Images of Childhood für Orchester, 1950
- Suite (Children’s Concert) für Orchester, 1951
- Overture to a Hoss Opera für kleines Orchester, 1952
- Nocturne für kleines Orchester, 1953
- Overture Burlesca für Orchester, 1953
- Variations and Fugue on Alouette für kleines Orchester, 1953
- Milk Maid Polka für Orchester, 1956
- Gray City für Orchester, 1960
- City of Gold für Orchester, 1967
- Aspects of Railroads für Orchester, 1969
- Steelhenge für Steel pand und Orchester, 1974
- Three Ironies für Bläserquintett und Orchester, 1975
- The Train to Mariposa, 1986
- Light and Shadow für Streichorchester, 1995
- Miniature für Holz- und Blechbläserquartett, 1949
- Parade für Piccoloflöte, holzbläserquartett, Blechbläsertrio und Perkussion, 1949
- Pastorella für Oboe, Streichertrio und Kontrabass, 1949
- Waltz for Winds, 1949, 1956
- Second Waltz for Winds, 1949
- Conversation für zwei Klarinetten, 1956
- Bout für Gitarre und Kontrabass, 1971
- The Metamorphic Ten für Akkordeon, Mandoline, Najo, Gitarre, Kontrabass, Harfe, Klavier, Celesta und drei Perkussionisten, 1971
- Two Interplays für Saxophonquartett, 1972
- The Canadian Brass Rag für Bläserquintett, 1974
- The Nomadic Five für Bläserquintett, 1974
- Turbo für Bläserquintett, 1978
- The Rise and Fall of the Steam Railroad für Kammerensemble, 1982
- Junction and Prelude and Fugue für Maultrommeln, 1983
- Trio: Dorian Crossing für Klarinette, Cello und Klavier, 1987
- 2 Railoramas für Bläseroktett, 1990
- Subway Thoughts für Streichquartett,
- Soliloquy für Viola solo, 1999
- Concertino for Banjo and String Quartet, 1999
- Diabolus in Musica für Flöte, Klarinette, Streichquartett, Kontrabass und Klavier, 2007
- Black and White für Klavier, 1970
- Six Railroad Preludes für Klavier, 1988
- Schoenberg vs Gershwin: A Tennis Match für Klavier, 1991; für Orchester, 1997
- The Iron Horses of Delson für Klavier, 1992
- Ghost Train für Klavier, 1992
- Of Many People Multimedia-Werk, 1970
- It All Depends, Multimedia-Werk, 1974